# Kutlovac
Pour le village kosovar, voir Kutlovac (Kosovska Mitrovica).
Kutlovac (en serbe cyrillique : Кутловац) est un village de Serbie situé dans la municipalité de Blace, district de Toplica. Au recensement de 2011, il comptait 128 habitants.

## Démographie
| 1948 | 1953 | 1961 | 1971 | 1981 | 1991 | 2002 | 2011 |
| ---- | ---- | ---- | ---- | ---- | ---- | ---- | ---- |
| 486  | 496  | 421  | 351  | 284  | 226  | 180  | 128  |

|  |